# Marcel Manchez
Marcel Émile Eugène Manchez, né le 11 juin 1880 dans le 9e arrondissement de Paris et mort en 1951 à Peymeinade (Alpes-Maritimes), est un réalisateur et scénariste français.

## Biographie
Fils de Georges Manchez, rédacteur financier au journal Le Temps, Marcel Manchez a réalisé quelques films muets diffusés au cours des années 1920. Il a signé le scénario de Moune et son notaire, film d'Hubert Bourlon sorti en 1933.
Marcel Manchez est connu également comme dramaturge et parolier.

## Carrière au théâtre
- 1902 : Le Retour, pièce en 1 acte d'après la nouvelle de Guy de Maupassant au théâtre du Grand-Guignol (25 janvier)
- 1905 : Arlette, ou l'Amour conjugal, comédie en 1 acte au théâtre du Grand-Guignol (8 mars)
- 1906 : La Confidence, scène de la vie mondaine en 1 acte au Little-Palace (29 mars)[4]
- 1906 : La Peur des taches, comédie en 1 acte au théâtre des Capucines (11 mai). Reprise aux Bouffes de Bordeaux en mars 1920.
- 1907 : English maid, comédie en 1 acte au théâtre du Grand-Guignol (25 mars). Reprise au théâtre des Armées du 25 au 29 septembre 1917.
- 1908 : L'Accident, pièce en 1 acte au Théâtre Mévisto[5],[6]
- 1910 : Le Roi Sommeil, opérette en 2 actes avec Stéphane Burty, musique de Robert Alphen-Strauss[7], à la Salle des fêtes du Journal (11 juin)
- 1911 : Le Temps qui passe, comédie en 1 acte (non représentée)[8]
- 1920 : Le Daim, pièce en 1 acte (non représentée)[9].

## Carrière au cinéma
comme directeur artistique
- 1922 : Margot, film de Guy du Fresnay

comme réalisateur
- 1924 : Claudine et le Poussin / Claudine et le Poussin, ou le Temps d'aimer
- 1924 : Quelqu'un dans l'ombre[10] / L'Éphémère[11]
- 1926 : Mon frère Jacques / Frère Jacques[12]
- 1926 : La Tournée Farigoule
- 1929 : La Dame de Bronze et le Monsieur de Cristal, d'après la comédie d'Henri Duvernois (1921)[13],[14].

comme scénariste
- 1911 : L'oiseau s'envole d'Albert Capellani
- 1924 : Claudine et le Poussin
- 1924 : Quelqu'un dans l'ombre
- 1926 : Mon frère Jacques
- 1926 : La Tournée Farigoule
- 1932 : Moune et son notaire / Moune et son vieux serin, film d'Hubert Bourlon